# ダックカーブ

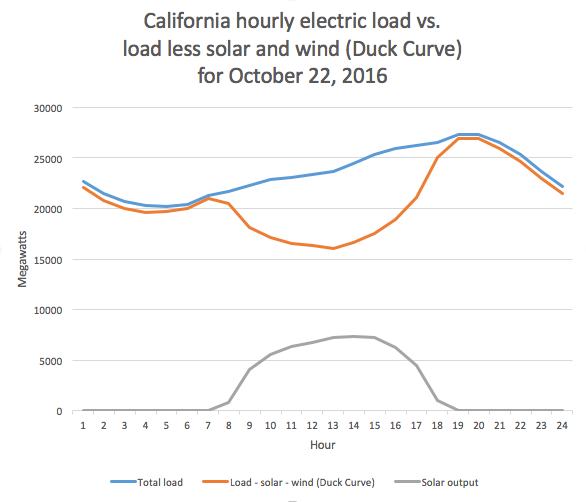
青色の曲線: 電力需要
橙色の曲線: ディスパッチャブル (出力の調整が可能) な電源からの電力供給
灰色の曲線: 太陽光発電由来の電力
データは2016年10月22日土曜日のアメリカ合衆国カリフォルニア州のもの。この日、風力発電の出力は一日を通じて低く安定していた。橙色の曲線は日没した17時から18時までの間に急激に上昇した。1時間のうちにディスパッチャブルな電源からの電力供給が約5ギガワット必要になった。

ダックカーブ (英: duck curve) は1日間の発電量を示すグラフであり、電力需要と再生可能エネルギー由来の電力供給の不均衡を示している。

## 概要
ダックカーブは2008年2月にアメリカ合衆国の国立再生可能エネルギー研究所の研究グループが、大規模な太陽光発電設備の導入の影響を予測する過程で発見した。カリフォルニア独立系統運用機関 (CAISO) の2013年の報告書で初めて「ダックカーブ」という用語が使用された。
負荷と、出力が変動する電源 (太陽光発電や風力発電など) の発電量との差を「ネットロード」(英: net load) と呼ぶ。太陽光発電設備が大規模に導入された地域では、1日を通じてネットロードが特徴的に変化することがある。朝は、人々が起床し、電気を消費し始めることにより、ネットロードが徐々に増加する。昼になると、太陽光発電から大量の電力が供給され、ネットロードが劇的に減少する。逆に、夕方になって日が沈むと、太陽光発電からの電力供給がなくなり、さらに、帰宅した人々が自宅で電気を使い始めて負荷が増加することで、ネットロードが急増する。夜になると、人々が就寝することで、ネットロードが徐々に減少する。このネットロードの変化をグラフに表すと、昼間のネットロードの急減がカモの腹部に、夜のネットロードの急増がカモの首に似ているため、「ダックカーブ」と呼ばれるようになった。
ダックカーブが見られるような状況下では、ネットロードの急激な増減に追随するために、発電設備を短時間のうちに起動・停止する必要がある。
太陽光発電設備の増設により電力供給が増加する一方で、電力需要が増加しない場合、電力供給が需要を超過する可能性もある。
電力供給が需要を超過すると、電力系統に接続された機器に影響を及ぼすため、発電設備の出力を調整する必要がある。太陽光発電の供給を絞るということは、発電により得られる経済的な利益や環境への負荷を軽減するという利点を損なうことを意味する。

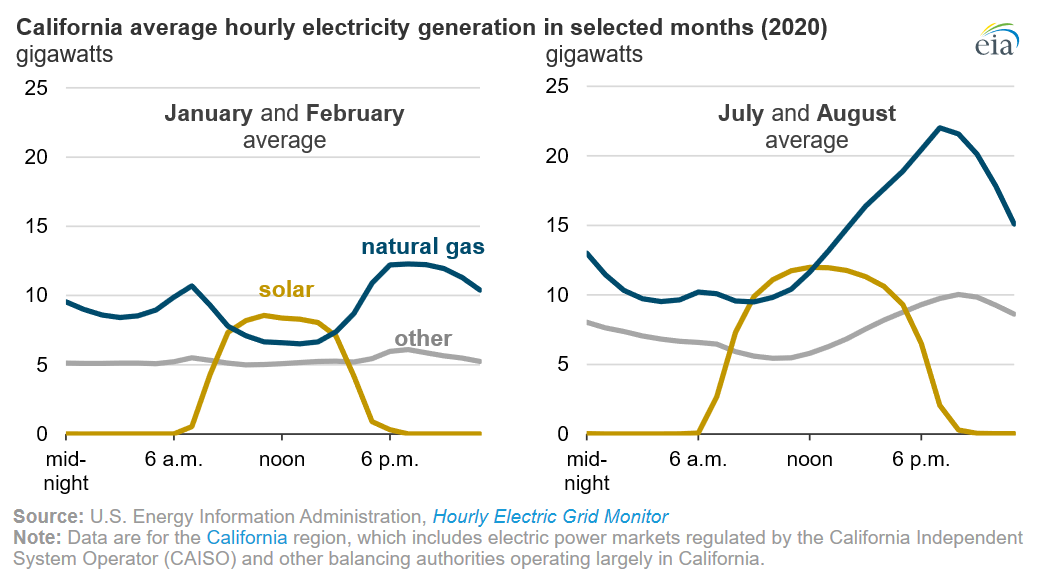
2020年のアメリカ合衆国カリフォルニア州における発電電力量。エネルギー需要を示すグラフではないため、厳密にはダックカーブではないが、発電電力量の日や季節ごとの変動を示している。
天然ガス
太陽光

2017年のアメリカ合衆国エネルギー情報局の報告によると、アメリカ合衆国カリフォルニア州の午後5時から午後8時まで (ダックカーブの「首」の部分に該当する) の1日前エネルギー市場価格は、2016年で1メガワット時当たり約35ドルだったのに対し、2017年には約60ドルに上昇していた。
一方で、太陽光、風力、水力に由来する電力供給が過剰だったため、午前9時から午後5時までの価格は1メガワット時当たり約15ドルまで下落した。
アメリカ合衆国ハワイ州では、大規模な太陽光発電の導入により、2014年までにダックカーブの特徴がさらに顕著になった曲線を描くようになっている。この曲線はネス湖の怪獣の姿に似ていることから「ネッシーカーブ」(英: Nessie curve) と名付けられている。

## 緩和策
オーストラリアの西オーストラリア州では、2020年11月6日から"Distributed Energy Buyback Scheme" (DEBS。直訳すると「分散エネルギー買戻し構想」) を開始した。
家庭や学校、非利益団体の売電価格を時間帯によって変動させるというもので、以前の"Renewable Energy Buyback Scheme" (REBS。直訳すると「再生可能エネルギー買戻し構想」) では一律で1キロワット時当たり7セントだったものを、午後3時から午後9時までは10セント、それ以外の時間帯では3セントに変更した。
朝や昼は太陽光発電由来の電力を家屋に備え付けの蓄電池や電気自動車の蓄電池に充電し、電力需要の高い夕方や夜に売電する誘因を与えることを目的としている。
また、ソーラーパネルを西向きに設置することも促進している。
ソーラーパネルを西南西向きに設置すると、南向きに設置する場合よりも朝の発電量を抑制する代わりに、午後の発電量を増加させる。これにより、全時間帯の発電量の合計は減少するものの、売電価格が高い夕方ごろの発電量が増加する。